# Phạm Lê Thảo Nguyễn
Phạm Lê Thảo Nguyễn (7 dicembre 1987) è una scacchista vietnamita, Grande Maestro Femminile.

## Carriera
Maestro Internazionale e Grande Maestro Femminile, ha giocato per la Nazionale femminile vietnamita nelle Olimpiadi degli scacchi del 2010, ottenendo un bronzo personale come seconda scacchiera, e, sempre nel 2010 e in seconda scacchiera, negli Asian Chess Games, che ha visto la formazione vietnamita giungere terza.
Nel 2008 ha vinto la sezione femminile del Campionato vietnamita.
Si è qualificata per il Campionato del mondo femminile di scacchi 2017, in quanto vincitrice di un Torneo zonale, nel quale è stata eliminata agli ottavi di finale dall'ucraina Anna Muzyčuk.
A febbraio 2017 ha un punteggio Elo di 2351, che la rende la prima scacchista vietnamita e la numero 119 al mondo.

### Risultati Olimpici
- Dresda 2008 (2ª scacchiera): 6 1/2 su 10, 17º posto personale e 26º di squadra.[5]
- Khanty-Mansiysk 2010 (2ª scacchiera): 8 1/2 su 10, bronzo personale e 18º posto di squadra.[6]
- Istanbul 2012 (1ª scacchiera): 4 su 9, 31º posto personale e 26º di squadra.[7]
- Tromsø 2014 (riserva): 4 1/2 su 5, 19º posto di squadra.[8]

## Vita privata
È sposata con lo scacchista vietnamita Nguyen Ngoc Truong Son.